# 1960年スコーバレーオリンピックのノルディック複合競技
1960年スコーバレーオリンピックのノルディック複合競技（1960ねんスコーバレーオリンピックのノルディックふくごうきょうぎ）は1960年2月21日、2月22日に行われた。

## 競技の結果

### 個人P70/15km
- 前半ジャンプ1960年2月21日
- 後半クロスカントリー1960年2月22日

| 順位 | 国・地域       | 氏名                     | 記録                     |
| ---- | -------------- | ------------------------ | ------------------------ |
| 金   | 東西統一ドイツ | ゲオルク・トーマ         | 457.952（JP1位、CC4位）  |
| 銀   | ノルウェー     | トルモト・クヌートセン   | 453.000（JP4位、CC5位）  |
| 銅   | ソビエト連邦   | ニコライ・グサコフ       | 452.000（JP10位、CC1位） |
| 4    | フィンランド   | ペッカ・リストラ         | 449.871（JP6位、CC6位）  |
| 5    | ソビエト連邦   | ディミトリ・コチキン     | 447.694（JP2位、CC11位） |
| 6    | ノルウェー     | アルネ・ラルセン         | 444.613（JP5位、CC10位） |
| 7    | ノルウェー     | スヴェレ・ステネルセン   | 438.081（JP14位、CC8位） |
| 8    | スウェーデン   | ラーシュ・ダールクビスト | 436.532（JP20位、CC7位） |
| 9    | フィンランド   | パーヴォ・コルホネン     | 434.984（JP24位、CC3位） |
| 10   | スウェーデン   | ベンクト・エリクソン     | 433.710（JP8位、CC19位） |